# Desaer
A DESAER Desenvolvimento Aeronáutico é uma empresa brasileira, com sede em São José dos Campos, estado de São Paulo, do ramo aeronáutico, que tem como propósito desenvolver e fabricar aviões.

## Histórico
Criada em 2017 por profissionais que se desligaram de empresas brasileiras do ramo aeronáutico, especialmente da Embraer, por meio de Programas de Demissão Voluntária (PDV), a DESAER tem capital 100% brasileiro e está sediada nas instalações do Departamento de Ciência e Tecnologia Aeroespacial (DCTA), em São José dos Campos.

## Projeto
Visando cobrir um nicho do mercado que pertenceu ao Embraer Bandeirante, a DESAER anunciou em 2018, o ATL-100, um bimotor de asa alta, turboélice, estrutura semi-monocoque, não pressurizado, com trem de pouso tipo triciclo fixo, peso máximo de decolagem de 19 000 lb (8,6 t), capacidade para até 19 passageiros ou 3 LD3 contêineres, alcance MTOW de 1 600 km e velocidade de cruzeiro de 380 km/h, apto a operar em pistas curtas e não pavimentadas, sem apoio em solo.
Além disso, o avião terá porta traseira, o que permite movimentar cargas e contêineres sem o uso de máquinas. Poderá ser rapidamente convertido para transporte de passageiros, transporte de cargas, transporte aeromédico, transporte de tropas ou paraquedistas, patrulha e vigilância, sendo uma aeronave para propósitos civis e militares.
Em agosto de 2019, a DESAER anunciou na edição da feira de aviação executiva Labace, em São Paulo, que a AGS Logística será o primeiro cliente para seu bimotor, com a compra de cinco aeronaves, sendo dois pedidos firmes e opção de compra de três.

## Fábricas

### Araxá
Em março de 2021, a DESAER anunciou a construção de uma unidade fabril em Araxá, estado de Minas Gerais, com o início das obras previstas para o segundo semestre. A fábrica terá 96 570 m² de área construída, com investimento inicial de 80 milhões de reais, chegando a 120 milhões de reais em 2023. O terreno tem 277 870 m² e está ligado ao Aeroporto Romeu Zema. Ali também será a nova sede e unidade administrativa da empresa.
O complexo fabril terá capacidade para produzir quatro aeronaves por mês e gerará 1 250 empregos, entre diretos e indiretos.

### Portugal
Além da fábrica em Araxá, a Desaer mantém uma joint-venture (70% de participação) com a empresa portuguesa CEiiA (Centro de Engenharia e Desenvolvimento de Produto), especializada em engenharia e inovação aeronáutica. A DESAER Portugal, que conta com incentivo financeiro do governo português, tem escritório na cidade de Évora e fábrica em Ponte de Sor. Como a aeronave produzida não foi desenvolvida para voar longas distâncias, não teria capacidade para cruzar o oceano, nesse contexto a fábrica brasileira alimentaria os mercados das Américas, e a portuguesa, o mercado internacional.